# 舍沙

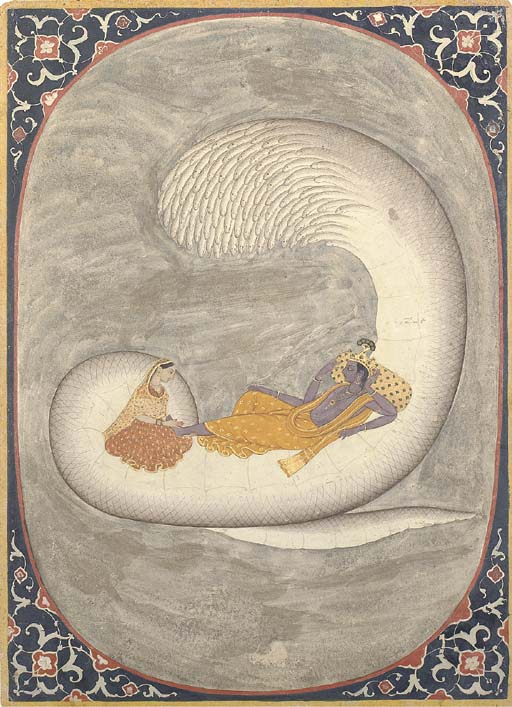
毗濕奴躺在舍沙之上

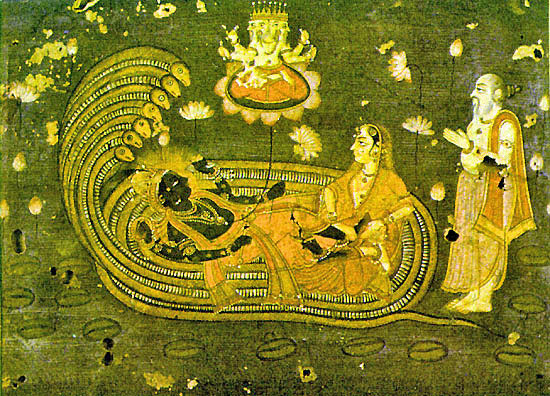
毗濕奴身邊的舍沙

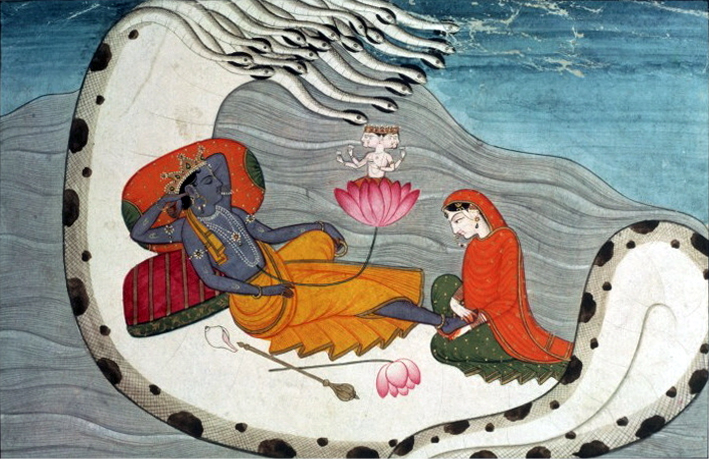
在乳海上徜徉的毗濕奴與舍沙

舍沙（羅馬化：Śeṣa），又稱阿難陀龙王（Ananta），是印度教中的上等神，與創世神話中的神蛇婆蘇吉的神格相似，也是佛教八大龍王的首領。舍沙是擁有一千個蛇頭的那伽（神龍）之王，也是印度神話中第一條出生的蛇類，同時亦是毗濕奴神的重要隨從 。在《往世書》中，舍沙的眾多頭部主宰著宇宙中一切星體，支撐著大地，而且不斷吟詠頌揚毗濕奴的歌聲。牠有時會被寫成「阿難陀舍沙（Ananta-Shesha）」，涵義是「無限的舍沙」、“歡喜舍沙”。

## 神格化的形態
在眾天體系中的舍沙，通常會被描繪成規模極為龐大的存在體，牠捲動著千蛇的身軀，漂浮在宇宙之中。舍沙亦會蘊藏整個宇宙海，並具體化地變為毗濕奴神的床墊。牠有時會被繪畫成五個頭或七個頭，不過最常見的是其呈現一百個蛇頭的形態，有時每個蛇頭上還會戴著堂皇的冠冕或刻著「卍」的圖案。
舍沙與毗濕奴神有著緊密的聯繫，牠的名字有著梵語的語根「shiş」，意為「永存」、「恆常者」。這是因為當世界走到盡頭，將要毀滅之時（印度教中稱為「伽魯帕（Kalpa）」），舍沙會吐出破滅的火焰摧毀宇宙大地，而牠自己則仍可以保持原來的形態。

## 備註
1. ↑   Bhag：頁5.25.1 的存檔，存档日期2007-12-23.

## 外部連結
- （英文）阿難陀神的榮耀
- （英文）阿難陀舍沙 - 傳說中的大蛇
- （英文）毗濕奴神與舍沙
- （英文）古代毗濕奴及舍沙的形象 （页面存档备份，存于）